# 細井鼓太
細井 鼓太（ほそい こた、2008年7月29日 - ）は、日本の子役。神奈川県出身。クラージュキッズ所属していたが、事務所の公式プロフィールが削除されている。

## 経歴
「将来はサッカーが出来る俳優になりたい！」という意気込みから、子役を目指す。

## 人物
習い事は、サッカー、英語。
性格は、負けず嫌いで、頑張り屋。
国際短編映画祭のひかりTVアワード発表・授与・完成発表にて、松居監督、武田梨奈、細井鼓太が登壇。細井は「みんないい人で、面白くて、不思議で松井さんらしい作品でした。僕の役は、台詞ではなく表情で表現するので、難しい演技だと言われたけど簡単でした」と素直な気持ちを伝え、会場を笑わせた。Cinema Art Onlineより引用　

## 出演
公式クラージュキッズより引用

### ドラマ
- Hulu｢探偵が早すぎるSP｣第1話 オーディション会場にいる子供 役
- テレビ東京系「ひみつ×戦士 ファントミラージュ![3]」第35話・第36話 ドールイケナイヤー 3役
- NHK BSプレミアム「大全力失踪」第2話 少年 役
- NHK 連続テレビ小説「なつぞら[4]」
- カンテレ開局60周年特別ドラマ「僕が笑うと」伊藤 役
- TBSテレビ「メゾン・ド・ポリス」第4話 達 樹役
- テレビ東京「よつば銀行 原島浩美がモノ申す～この女に賭けろ～」第2話 稲岡（里見浩太朗さん幼少期） 役
- テレビ朝日 年の瀬ドラマ第2夜「平成ばしる」毛利マサオ 役
- TBSテレビ「中学聖日記」第9話 梶尾正輝 役
- 日本テレビ「ドロ刑 -警視庁捜査三課-」幼少の煙鴉（遠藤憲一さん幼少期） 役
- テレビ東京 日経ドラマスペシャル「琥珀の夢」7歳の萬治郎（内野聖陽さん幼少期） 役
- WOWOW連続ドラマW「イアリー 見えない顔[5]」最終話 仏上少年（イッセー尾形さん幼少期） 役
- dTV「銀魂2-世にも奇妙な銀魂ちゃん-」第2話 土方禁煙篇 デルデ 役
- テレビ東京「恋のツキ」第5話 ガチャガチャをする男の子 役
- TBSテレビ「義母と娘のブルース」クラスメイト 役
- NHK連続テレビ小説「半分、青い。」クラスメイト 役
- テレビ東京「バイプレイヤーズ もしも名脇役がテレ東朝ドラで無人島生活したら」男の子 役
- 読売テレビ開局60周年スペシャルドラマ「天才を育てた女房」9歳の岡煕哉 役
- EX 帯ドラマ劇場「越路吹雪物語」クラスメイト 役
- WOWOW連続ドラマW「名刺ゲーム」クラスメイトの男の子 役
- TBSテレビ「新・浅見光彦シリーズ漂白の楽人　越後～沼津・哀しき殺人者」角兵衛獅子の少年 役
- NHK BSプレミアム「歪んだ波紋」
- 日本テレビ 24時間テレビ41「ヒーローを作った男 石ノ森章太郎物語」
- TBSテレビ「チア☆ダン」
- フジテレビ「コンフィデンスマンJP」
- NHK BSプレミアム「PTAグランパ2!」
- NHK BSプレミアム「弟の夫」
- FOD×dTV 共同製作ドラマ「彼氏をローンで買いました」
- TBSテレビ「都庁爆破!」
- テレビ東京「三匹のおっさんスペシャル」
- TBSテレビ「コウノドリ」
- 日本テレビ「今からあなたを脅迫します」
- フジテレビ「オーファン・ブラック～七つの遺伝子～」
- BS日テレ「笑点ドラマスペシャル・桂歌丸」
- テレビ東京「ウルトラマンジード」
- NHK BSプレミアム「定年女子」
- TBSテレビ「カンナさーん!」
- TBSテレビ「カルテット」
- さくらの親子丼 第7話（2017年11月19日、フジテレビ）
- イアリー 見えない顔 - 仏上健治郎（子ども時代）
- NHK連続テレビ小説「エール」楠田史郎（幼少期） 役
- 二月の勝者-絶対合格の教室-（2021年10月16日 - 12月18日、日本テレビ） - 伊達智弘 役[6]

### 映画
- 「犬鳴村[7]」西田宗助役
- 「タロウのバカ」
- 「人魚の眠る家」
- 「ちょっと思い出しただけ」
- 「シン・ウルトラマン[8]」

### 短編映画
- 「スワブ[9]」

### テレビ
- フジテレビ「世界で一番怖い答え」企画VTR
- NHK Eテレ「もやも屋」第3回 拓海役
- テレビ朝日「タモリ俱楽部」再現VTR
- NHK BSプレミアム「英雄たちの選択」三遊亭円朝の幼少期 小円太役
- NHK Eテレ「オリガミの魔女と博士の四角い時間」タケル役
- 日本テレビ「24時間41」再現VTR 星野仙一幼少期役
- NHK「駅の子の闘い～語り始めた戦争孤児～」再現VTR 金子君長男役
- フジテレビ「痛快TVスカッとジャパン」
- 日本テレビ「1周回って知らない話」再現VTR
- フジテレビ「奇跡体験!アンビリバボー」再現VTR
- フジテレビ「人気芸人にイタズラ！仰天ハプニング77連発・イタズラ全部やっちゃうハプニング20連発」
- TBSテレビ「マサカの世界衝撃事件7」再現VTR
- NHK Eテレ「ビットワールド」コタ役

### CM
- テーブルマーク 冷凍うどん「コシを愛する人/銭湯」篇
- JR東日本企業CM

### WEB
- ミツカン カンタン酢「運動・毎日練習」篇/「運動・レギュラー獲得」篇
- NTTドコモ「PHONE GARAGEプロジェクト」
- 二月の勝者〜胸騒ぎの自習室〜（2021年11月20日配信、Hulu） - 伊達智弘 役[10]

### WEB・広告
- ニューバランス広告モデル

### MV
- WEBER「大切なひと。大切だったひと。」
- PINK CRES.「トウキョウ・コンフュージョン」

### 雑誌
- ANA「翼の王国7月号 キッザニア広告」
- 昭文社「まっぷる 福島・会津・磐梯」

### LIVE映像
- 三代目 J SOUL BROTHERS LIVE TOUR 2019 "RAISE THE FLAG"